# Gothic (seria)
Gothic – seria fabularnych gier akcji zapoczątkowana przez firmę Piranha Bytes, która stworzyła trzy pierwsze tytuły i dodatek do części drugiej. Rozszerzenie do części trzeciej, zatytułowane Gothic 3: Zmierzch bogów, wyprodukowała firma Trine Games. Wydana została także gra na telefony komórkowe. Wydawcą serii od 2011 roku jest Nordic Games, w Polsce dystrybuuje ją CDP.

## Historia
Pierwsze trzy gry oraz dodatek do drugiej części zostały wyprodukowane przez niemiecką firmę Piranha Bytes. Po wydaniu trzeciej części dotychczasowy dystrybutor JoWooD Entertainment zerwał umowę z twórcami gry i stworzenie kolejnych części zlecił studiom Trine Games i Spellbound Entertainment.
W IV kwartale 2008 roku został wydany pierwszy oficjalny samodzielny dodatek do Gothic 3 o nazwie Gothic 3: Zmierzch bogów produkcji Trine Games. 22 marca 2011 r. została wydana nieoficjalna poprawka do rozszerzenia Zmierzch Bogów, która otrzymała podtytuł Edycja Rozszerzona.
W październiku 2010 roku ukazała się kolejna produkcja, zatytułowana Arcania. Jej akcja rozgrywa się dziesięć lat po wydarzeniach przedstawionych w trzeciej części serii. Arcania została wyprodukowana przez Spellbound Studios.
9 grudnia 2010 przedstawiciele JoWooD Entertainment zapowiedziali samodzielny dodatek do czwartej części, zatytułowany Arcania: Upadek Setarrif, jednak 23 marca 2011 przedstawiciel firmy JoWood ogłosił, że prace nad grą zostały wstrzymane. Pod koniec września 2011 r. zapowiedziano, że jej premiera nastąpi 25 października 2011. W Polsce dodatek został wydany 20 stycznia 2012 roku przez CD Projekt w pełnej polskiej wersji językowej.
Obecnym właścicielem praw do marki Gothic jest THQ Nordic.

## Seria gier

### Gothic
Pierwsza gra z serii Gothic. 15 marca 2001 roku ukazała się w Niemczech, a 28 marca 2002 roku w Polsce.
Gra toczy się w fikcyjnym świecie, w którym od lat toczy się wojna ludzi z orkami. Bohaterem jest mężczyzna zwany przez graczy Bezimiennym, który z powodu popełnionych zbrodni został zesłany do pracy w kopalni magicznej rudy niezbędnej do wykuwania specjalnej broni i zbroi. Z polecenia króla Rhobara II, Górnicza Dolina, w której znajdują się kopalnie, została otoczona magiczną barierą uniemożliwiającą ucieczkę. Głównym celem bohatera jest wydostanie się z magicznego więzienia.

### Gothic II
Druga gra z serii Gothic. W Niemczech jej premiera nastąpiła 23 listopada 2002 roku, a w Polsce 29 listopada tego samego roku. Gra ta jest bezpośrednio związana z częścią poprzednią.
Bezimienny, po wygnaniu Śniącego w poprzedniej części gry, zostaje uratowany przez nekromantę Xardasa, który przeteleportował go ze świątyni Śniącego, gdzie leżał pod stertą głazów, do swojej wieży. Dowiedziawszy się, że bariera otaczająca Górniczą Dolinę została zniszczona, otrzymuje zadanie zdobycia amuletu zwanego Okiem Innosa. Amulet ten jest niezbędny do pokonania smoków, które przybyły na wezwanie Śniącego. Niestety uciekinierzy z Kolonii Karnej spowodowali wzmożone kontrole strażników miejskich, przez co zadanie Bezimiennego staje się cięższe.

#### Gothic II: Noc Kruka
Gothic II: Noc Kruka to oficjalny dodatek do gry Gothic II. Wydany został 22 sierpnia 2003 roku w Niemczech, swoją premierę w Polsce miał 20 stycznia 2005 roku. Do zainstalowania dodatku niezbędna jest podstawowa wersja gry.
Dodatek wprowadza Bezimiennego w nowy świat zwany Jarkendarem. Jarkendar to kraina mieszcząca się na północnym wschodzie od miasta Khorinis. Teren ten jest zamieszkiwany głównie przez dzikie zwierzęta, ale znajdują się tam także dwa obozy: bandytów i piratów. Zadaniem Bezimiennego jest pomoc magom wody, którzy są zaniepokojeni trzęsieniami ziemi nawiedzającymi okoliczne tereny. Bezpośrednio po przybyciu bohater dowiaduje się, że za te anomalie odpowiada jeden z mieszkańców upadłej Kolonii Karnej, Kruk.

### Gothic 3
Gothic 3 jest kolejną, trzecią grą serii Gothic. Nawiązuje bezpośrednio do historii Bezimiennego z Gothic II. Premiera gry w Polsce nastąpiła 3 listopada 2006 roku.
Historia Bezimiennego rozpoczyna się po przybyciu na Myrtanę. Staje się jasne, że kraj został niemalże całkowicie zdominowany przez orków. Złość Bezimiennego potęguje fakt, że jego mentor, Xardas, wykorzystał go do zabicia Smoka Ożywieńca w Dworze Irdorath. Los bohatera nie jest znany, jego przyszłość zależy od tego, po której stronie się opowie. Bezimienny może podążać drogą Innosa, Beliara lub Adanosa. Końcowa część gry zależy od tego, po czyjej stronie stanie bohater.

#### Gothic 3: Zmierzch bogów
Gothic 3: Zmierzch bogów to oficjalny dodatek do Gothic 3. Swoją premierę w Polsce miał 5 grudnia 2008 roku.
Bezimienny przypatrując się losom Myrtany widzi jak cały kraj jest bliski rozpadu. Orkowie niemalże codziennie napadają na kupców a kraj podzielony pomiędzy różnych władców jest bliski rebelii. Główny konflikt toczy się między Gornem zarządzającym Gothą a Thorusem zarządzającym Trelis. Bezimienny nie mogąc patrzeć na podzielony kraj postanawia zjednoczyć Myrtanę i przywrócić jej dawną świetność.

#### Gothic 3: The Beginning
Gothic 3: The Beginning to mobilna gra fabularna wyprodukowana przez niemiecką firmę HandyGames GmbH i wydana przez JoWooD Entertainment w 2008 roku.
Akcja gry ma miejsce 140 lat przed wydarzeniami z pierwszej gry serii na wyspie Khorinis. Xardas, sierota wychowana przez farmerów, zostaje nocą nawiedzony przez ducha Buthomara. Zjawa ostrzega go przed nieznanym zagrożeniem i nakazuje znaleźć „czterech pozostałych Wybrańców”.

## Arcania
Arcania została wydana 12 października 2010 roku i była znana jako czwarta część Gothica pod nazwą Arcania: Gothic 4. Podtytuł usunięto we wrześniu 2014 roku decyzją firmy Nordic Games, odłączając grę od serii.
Akcja gry rozpoczyna się 10 lat po zakończeniu wydarzeń ze Zmierzchu bogów. Główny bohater nie posiada imienia, ale nie jest to ten sam Bezimienny co wcześniej. Stary Bezimienny dalej jest królem i rządzi krajem jako Rhobar III. Nowym zadaniem jest pokonanie Xeshy i wyzwolenie Rhobara III od mocy Śniącego.

### Arcania: Upadek Setarrif
Arcania: Upadek Setarrif to samodzielny dodatek do Arcanii, kontynuujący jej fabułę. Wydany został 25 października 2011 roku. Gracz trafia do Setarrif, miasta opanowanego przez demona, który wcześniej opętał króla Rhobara III. Gra zawiera 20 nowych zadań.

## Gothic Remake
W 2019 roku THQ Nordic zapowiedział stworzenie remake’u pierwszej odsłony serii. Udostępniono wersję demonstracyjną, w którą zagrało ponad 180 tysięcy osób. Gothic Remake ukaże się na platformach PC, PlayStation 5 i Xbox Series X/S. 
W lutym 2025 w ramach Steam Next Fest został udostępniony Prolog Nyrasa, który pozwalał sprawdzić ograniczony obszar gry z perspektywy innego bohatera.

## Seria Gothic na Nintendo Switch
W 2023 roku na konsolę Nintendo Switch trafią dwie odsłony serii. THQ Nordic przygotowało przenośną konsolę port oryginalnego kodu gry, bez remasteringu i bez przeróbek (jednak z licznymi poprawkami). Pierwsza część serii Gothic Classic została wydana 28 września 2023 roku. Druga część Gothic II Complete Classic wraz z rozszerzeniem Noc Kruka swoją premierę miało 28 listopada 2023 roku.

## Odbiór
Według agregatora recenzji Metacritic, na przestrzeni lat seria Gothic otrzymywała zróżnicowane recenzje. Najwyższą notę otrzymała pierwsza część, a najniższą ostatnia — Arcania: Gothic 4. Czwarta część krytykowana jest głównie za nieciekawą fabułę, brak charakterystycznych elementów wyróżniających tę serię gier i maksymalne uproszczenie mechanizmów, które wcześniej definiowało świat przedstawiony.
| Gra                      | GameRankings | Metacritic                |
| ------------------------ | ------------ | ------------------------- |
| Gothic                   |              | 81/100 (PC)               |
| Gothic II                |              | 79/100 (PC)               |
| Gothic II: Noc Kruka     | 95% (PC)     | —                         |
| Gothic 3                 |              | 63/100 (PC)               |
| Gothic 3: Zmierzch bogów |              | 44/100 (PC)               |
| Arcania                  |              | 63/100 (PC) 64/100 (X360) |
| Arcania: Upadek Setarrif |              | 41/100 (PC)               |